# Vinařice (Berouni járás)
Vinařice település Csehországban, a Berouni járásban. Vinařice Nesvačily, Všeradice, Suchomasty, Bykoš, Měňany és Liteň településekkel határos. Lakosainak száma 105 fő (2024. január 1.).

## Népesség
A település lakosságának változását az alábbi diagram mutatja:
| Lakosok száma | 278  | 274  | 236  | 162  | 114  | 90   | 102  | 103  | 118  | 105  |
|               | 1869 | 1900 | 1921 | 1961 | 1980 | 2011 | 2016 | 2019 | 2021 | 2024 |